# Mistrovství světa v rychlobruslení na jednotlivých tratích 2016
Mistrovství světa v rychlobruslení na jednotlivých tratích 2016 se konalo ve dnech 11.–14. února 2016 v rychlobruslařské hale Konkobežnyj centr Kolomna v ruské Kolomně. Jednalo se o 17. mistrovství světa v rychlobruslení na jednotlivých tratích.
Českou výpravu tvořily Eliška Dřímalová (náhradnice pro stíhací závod družstev), Karolína Erbanová (500 m, 1000 m), Natálie Kerschbaummayr (stíhací závod družstev), Martina Sáblíková (1500 m, 3000 m, 5000 m; stíhací závod družstev; kvalifikovala se i do závodu na 1000 m a do závodu s hromadným startem, ale odhlásila se z nich) a Nikola Zdráhalová (1000 m, závod s hromadným startem, stíhací závod družstev; závod na 1000 m absolvovala díky odhlášení Martiny Sáblíkové). Český tým byl prvním náhradníkem do stíhacího závodu družstev, startovat mohl díky neúčasti jihokorejského týmu.
| Program                   | Program                                                | Program                                               | Program                                                        |
| ------------------------- | ------------------------------------------------------ | ----------------------------------------------------- | -------------------------------------------------------------- |
| 11. února                 | 12. února                                              | 13. února                                             | 14. února                                                      |
| 10 000 m muži 3000 m ženy | 1000 m ženy 1500 m muži 5000 m ženy stíhací závod muži | 5000 m muži 500 m ženy 1000 m muži stíhací závod ženy | 500 m muži 1500 m ženy hromadný start muži hromadný start ženy |

## Muži

### 500 metrů

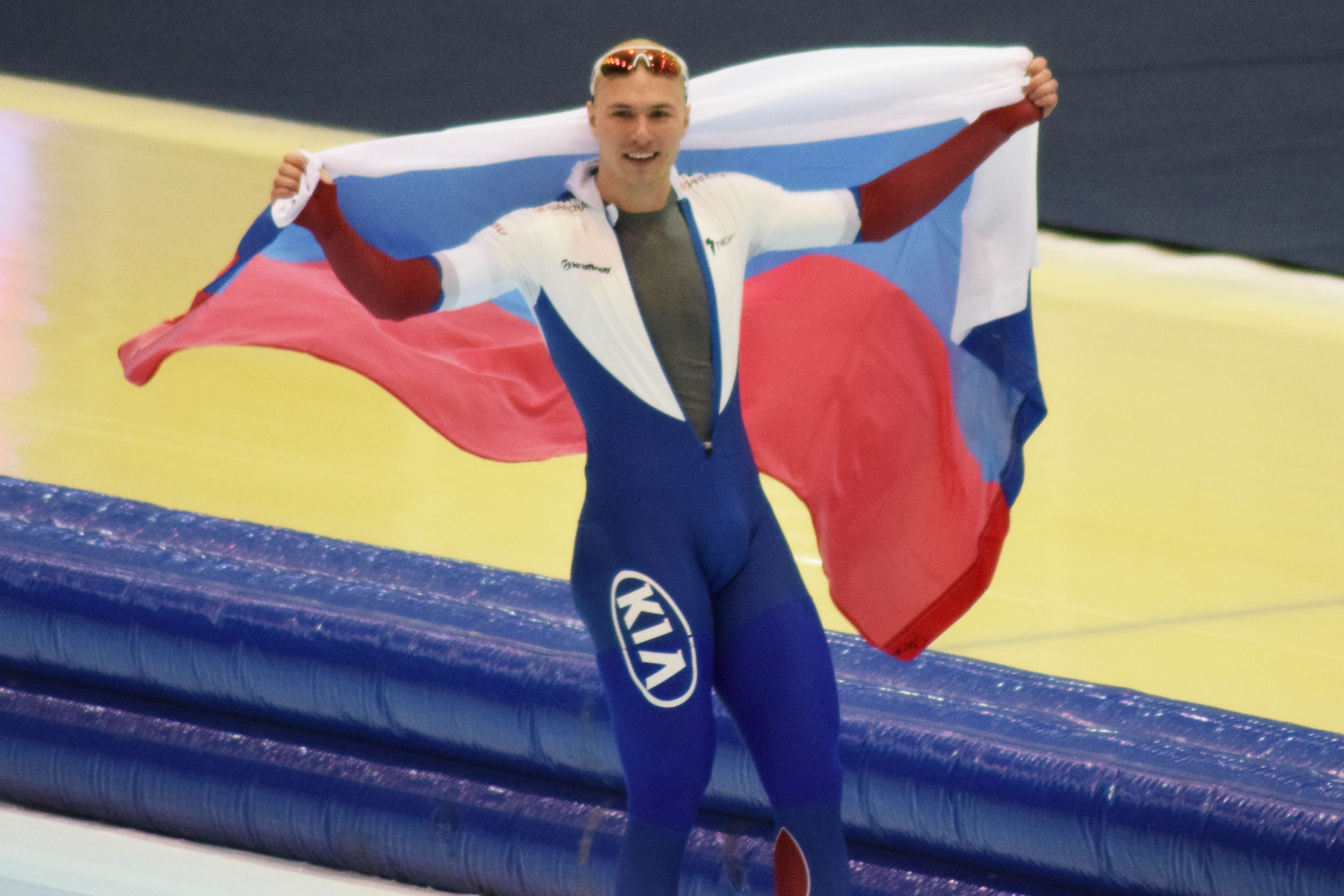
Pavel Kuližnikov po vítězném závodě na 500 m

Závodu se zúčastnilo 24 závodníků.
| Pořadí           | Jméno                 | Země        | Čas 1        | Čas 2        | Celkový čas |
| ---------------- | --------------------- | ----------- | ------------ | ------------ | ----------- |
| Zlatá medaile    | Pavel Kuližnikov      | Rusko       | 34,605 (2.)  | 34,421 (1.)  | 69,026      |
| Stříbrná medaile | Ruslan Murašov        | Rusko       | 34,600 (1.)  | 35,080 (12.) | 69,680      |
| Bronzová medaile | Alex Boisvert-Lacroix | Kanada      | 35,081 (10.) | 34,707 (2.)  | 69,788      |
| 4.               | Mika Poutala          | Finsko      | 34,893 (3.)  | 34,901 (5.)  | 69,794      |
| 5.               | Alexej Jesin          | Rusko       | 34,911 (4.)  | 34,894 (4.)  | 69,805      |
| 6.               | Kim Tche-jun          | Jižní Korea | 34,927 (5.)  | 34,920 (6.)  | 69,847      |
| 7.               | Artur Waś             | Polsko      | 35,081 (10.) | 34,864 (3.)  | 69,945      |
| 8.               | William Dutton        | Kanada      | 35,022 (7.)  | 34,941 (7.)  | 69,963      |
| 9.               | Mitchell Whitmore     | USA         | 35,053 (8.)  | 34,965 (8.)  | 70,018      |
| 10.              | Ronald Mulder         | Nizozemsko  | 35,092 (12.) | 34,971 (9.)  | 70,063      |

### 1000 metrů
Závodu se zúčastnilo 24 závodníků.
| Pořadí           | Jméno             | Země        | Čas     |
| ---------------- | ----------------- | ----------- | ------- |
| Zlatá medaile    | Pavel Kuližnikov  | Rusko       | 1:08,33 |
| Stříbrná medaile | Denis Juskov      | Rusko       | 1:08,43 |
| Bronzová medaile | Kjeld Nuis        | Nizozemsko  | 1:08,47 |
| 4.               | Alexej Jesin      | Rusko       | 1:08,81 |
| 5.               | Shani Davis       | USA         | 1:09,01 |
| 6.               | Alexandre St-Jean | Kanada      | 1:09,12 |
| 7.               | Kai Verbij        | Nizozemsko  | 1:09,13 |
| 8.               | Vincent De Haître | Kanada      | 1:09,28 |
| 9.               | Kim Tche-jun      | Jižní Korea | 1:09,31 |
| 10.              | Mika Poutala      | Finsko      | 1:09,44 |

### 1500 metrů
Závodu se zúčastnilo 20 závodníků.
| Pořadí           | Jméno             | Země       | Čas     |
| ---------------- | ----------------- | ---------- | ------- |
| Zlatá medaile    | Denis Juskov      | Rusko      | 1:44,13 |
| Stříbrná medaile | Kjeld Nuis        | Nizozemsko | 1:45,66 |
| Bronzová medaile | Thomas Krol       | Nizozemsko | 1:45,75 |
| 4.               | Bart Swings       | Belgie     | 1:46,21 |
| 5.               | Shani Davis       | USA        | 1:46,49 |
| 6.               | Vincent De Haître | Kanada     | 1:46,82 |
| 7.               | Sindre Henriksen  | Norsko     | 1:47,22 |
| 8.               | Haralds Silovs    | Lotyšsko   | 1:47,57 |
| 9.               | Takuro Oda        | Japonsko   | 1:47,68 |
| 10.              | Sergej Trofimov   | Rusko      | 1:47,69 |

### 5000 metrů
Závodu se zúčastnilo 20 závodníků.
| Pořadí           | Jméno                 | Země        | Čas     |
| ---------------- | --------------------- | ----------- | ------- |
| Zlatá medaile    | Sven Kramer           | Nizozemsko  | 6:10,31 |
| Stříbrná medaile | Jorrit Bergsma        | Nizozemsko  | 6:10,66 |
| Bronzová medaile | Sverre Lunde Pedersen | Norsko      | 6:15,08 |
| 4.               | Patrick Beckert       | Německo     | 6:18,45 |
| 5.               | Ted-Jan Bloemen       | Kanada      | 6:18,81 |
| 6.               | Peter Michael         | Nový Zéland | 6:19,11 |
| 7.               | Bart Swings           | Belgie      | 6:19,13 |
| 8.               | Alexis Contin         | Francie     | 6:20,92 |
| 9.               | Douwe de Vries        | Nizozemsko  | 6:21,49 |
| 10.              | Andrea Giovannini     | Itálie      | 6:23,32 |

### 10 000 metrů
Závodu se zúčastnilo 12 závodníků.
| Pořadí           | Jméno                   | Země        | Čas      |
| ---------------- | ----------------------- | ----------- | -------- |
| Zlatá medaile    | Sven Kramer             | Nizozemsko  | 12:56,77 |
| Stříbrná medaile | Ted-Jan Bloemen         | Kanada      | 12:59,69 |
| Bronzová medaile | Erik Jan Kooiman        | Nizozemsko  | 13:02,15 |
| 4.               | Patrick Beckert         | Německo     | 13:09,42 |
| 5.               | Jordan Belchos          | Kanada      | 13:10,99 |
| 6.               | Moritz Geisreiter       | Německo     | 13:12,48 |
| 7.               | Thomas Henrik Søfteland | Norsko      | 13:16,94 |
| 8.               | Jevgenij Serjajev       | Rusko       | 13:18,04 |
| 9.               | Ole Bjørnsmoen Næss     | Norsko      | 13:20,53 |
| 10.              | I Sung-hun              | Jižní Korea | 13:23,73 |

### Závod s hromadným startem
Závodu se zúčastnilo 24 závodníků.
| Pořadí           | Jméno            | Země        | Body | Čas     |
| ---------------- | ---------------- | ----------- | ---- | ------- |
| Zlatá medaile    | I Sung-hun       | Jižní Korea | 60   | 7:18,26 |
| Stříbrná medaile | Arjan Stroetinga | Nizozemsko  | 41   | 7:18,32 |
| Bronzová medaile | Alexis Contin    | Francie     | 20   | 7:18,41 |
| 4.               | Fabio Francolini | Itálie      | 5    | 7:19,35 |
| 5.               | Šóta Nakamura    | Japonsko    | 5    | 7:38,49 |
| 6.               | Reyon Kay        | Nový Zéland | 3    | 7:26,47 |
| 7.               | Peter Michael    | Nový Zéland | 3    | 7:31,60 |
| 8.               | Shane Williamson | Japonsko    | 3    | 7:38,42 |
| 9.               | Livio Wenger     | Švýcarsko   | 1    | 7:40,87 |
| 10.              | Jordan Belchos   | Kanada      | 0    | 7:20,36 |

### Stíhací závod družstev
Závodu se zúčastnilo osm týmů.
| Pořadí           | Tým                                                              | Čas     |
| ---------------- | ---------------------------------------------------------------- | ------- |
| Zlatá medaile    | Nizozemsko Jan Blokhuijsen, Douwe de Vries, Arjan Stroetinga     | 3:40,04 |
| Stříbrná medaile | Norsko Håvard Bøkko, Simen Spieler Nilsen, Sverre Lunde Pedersen | 3:41,26 |
| Bronzová medaile | Kanada Jordan Belchos, Ted-Jan Bloemen, Benjamin Donnelly        | 3:43,28 |
| 4.               | Itálie Andrea Giovannini, Michele Malfatti, Nicola Tumolero      | 3:43,29 |
| 5.               | Jižní Korea Ču Hjong-čun, Kim Čchol-min, I Sung-hun              | 3:43,77 |
| 6.               | Rusko Sergej Grjazcov, Alexandr Rumjancev, Danil Sinicin         | 3:44,81 |
| 7.               | Japonsko Šóta Nakamura, Rjósuke Cučija, Shane Williamson         | 3:45,07 |
| 8.               | Polsko Zbigniew Bródka, Konrad Niedźwiedzki, Jan Szymański       | 3:47,80 |

## Ženy

### 500 metrů
Závodu se zúčastnilo 24 závodnic.
| Pořadí           | Jméno                            | Země        | Čas 1        | Čas 2        | Celkový čas |
| ---------------- | -------------------------------- | ----------- | ------------ | ------------ | ----------- |
| Zlatá medaile    | I Sang-hwa                       | Jižní Korea | 37,421 (1.)  | 37,438 (1.)  | 74,859      |
| Stříbrná medaile | Brittany Boweová                 | USA         | 37,923 (7.)  | 37,740 (2.)  | 75,663      |
| Bronzová medaile | Čang Chung                       | Čína        | 37,782 (2.)  | 37,906 (4.)  | 75,688      |
| 4.               | Jorien ter Morsová               | Nizozemsko  | 37,825 (4.)  | 37,903 (3.)  | 75,728      |

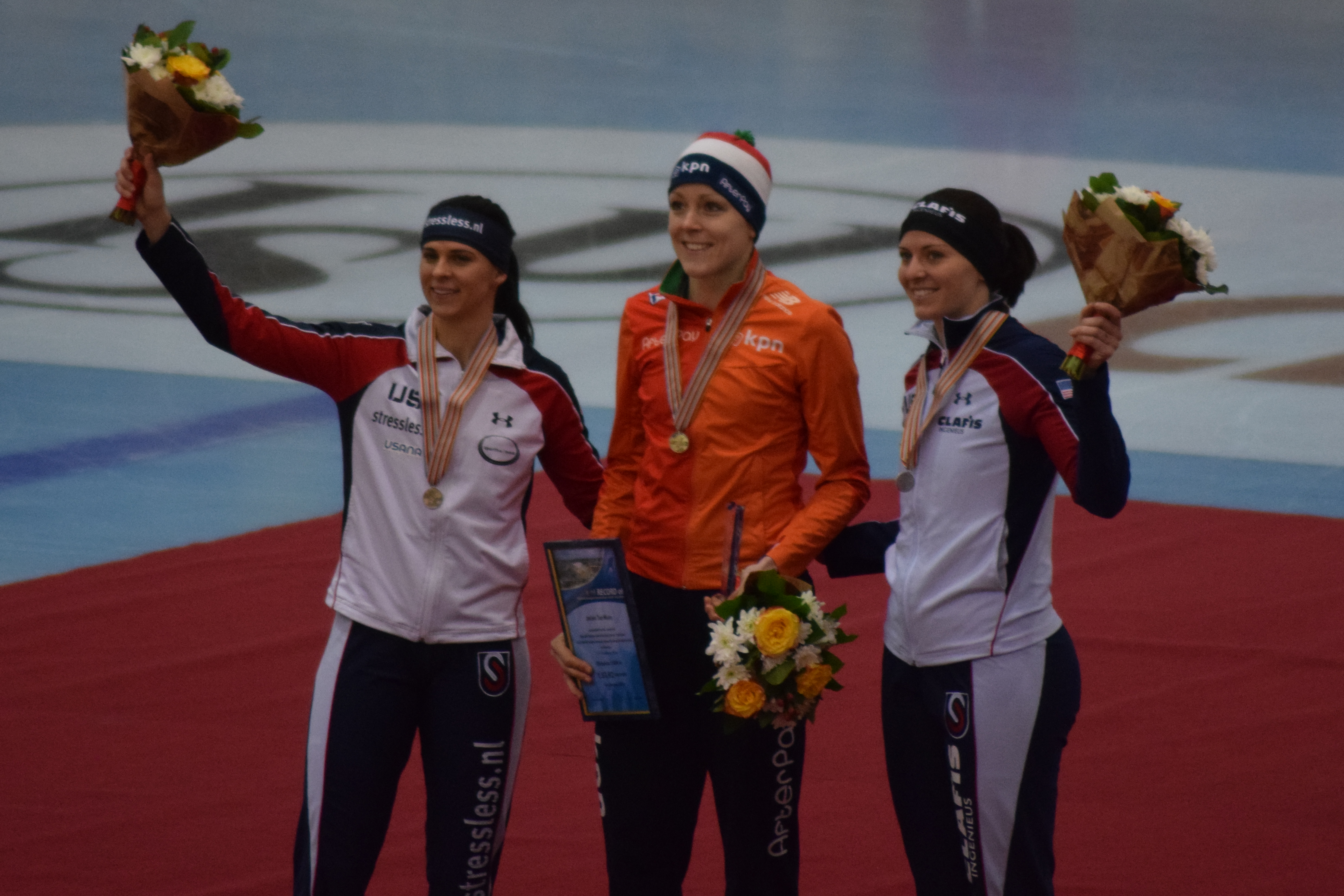
Medailistky ze závodu na 1500 m. Zleva: Boweová, ter Morsová, Richardsonová-Bergsmaová

| 5.               | Heather Richardsonová-Bergsmaová | USA         | 37,819 (3.)  | 37,968 (5.)  | 75,787      |
| 6.               | Nao Kodairaová                   | Japonsko    | 37,907 (6.)  | 38,081 (8.)  | 75,988      |
| 7.               | Olga Fatkulinová                 | Rusko       | 38,005 (9.)  | 37,994 (6.)  | 75,999      |
| 8.               | Jü Ťing                          | Čína        | 38,003 (8.)  | 38,043 (7.)  | 76,046      |
| 9.               | Heather McLeanová                | Kanada      | 37,901 (5.)  | 38,276 (10.) | 76,177      |
| 10.              | Vanessa Bittnerová               | Rakousko    | 38,116 (10.) | 38,128 (9.)  | 76,244      |
|                  |                                  |             |              |              |             |
| 14.              | Karolína Erbanová                | Česko       | 38,269 (13.) | 38,506 (6.)  | 76,775      |

### 1000 metrů
Závodu se zúčastnilo 24 závodnic.
| Pořadí           | Jméno                            | Země       | Čas     |
| ---------------- | -------------------------------- | ---------- | ------- |
| Zlatá medaile    | Jorien ter Morsová               | Nizozemsko | 1:14,73 |
| Stříbrná medaile | Heather Richardsonová-Bergsmaová | USA        | 1:14,94 |
| Bronzová medaile | Brittany Boweová                 | USA        | 1:15,01 |
| 4.               | Vanessa Bittnerová               | Rakousko   | 1:15,51 |
| 5.               | Čang Chung                       | Čína       | 1:15,70 |
| 6.               | Ireen Wüstová                    | Nizozemsko | 1:15,71 |
| 7.               | Marrit Leenstraová               | Nizozemsko | 1:15,77 |
| 8.               | Miho Takagiová                   | Japonsko   | 1:15,85 |
| 9.               | Ida Njåtunová                    | Norsko     | 1:16,24 |
| 10.              | Hege Bøkková                     | Norsko     | 1:16,27 |
|                  |                                  |            |         |
| 13.              | Karolína Erbanová                | Česko      | 1:16,80 |
| 23.              | Nikola Zdráhalová                | Česko      | 1:19,38 |

### 1500 metrů
Závodu se zúčastnilo 24 závodnic.
| Pořadí           | Jméno                            | Země       | Čas     |
| ---------------- | -------------------------------- | ---------- | ------- |
| Zlatá medaile    | Jorien ter Morsová               | Nizozemsko | 1:53,92 |
| Stříbrná medaile | Heather Richardsonová-Bergsmaová | USA        | 1:54,67 |
| Bronzová medaile | Brittany Boweová                 | USA        | 1:55,09 |
| 4.               | Ireen Wüstová                    | Nizozemsko | 1:55,93 |
| 5.               | Martina Sáblíková                | Česko      | 1:56,06 |
| 6.               | Marrit Leenstraová               | Nizozemsko | 1:56,25 |
| 7.               | Olga Grafová                     | Rusko      | 1:56,52 |
| 8.               | Miho Takagiová                   | Japonsko   | 1:56,83 |
| 9.               | Vanessa Bittnerová               | Rakousko   | 1:57,22 |
| 10.              | Ida Njåtunová                    | Norsko     | 1:57,25 |

### 3000 metrů
Závodu se zúčastnilo 20 závodnic.
| Pořadí           | Jméno                 | Země        | Čas     |
| ---------------- | --------------------- | ----------- | ------- |
| Zlatá medaile    | Martina Sáblíková     | Česko       | 4:03,05 |
| Stříbrná medaile | Ireen Wüstová         | Nizozemsko  | 4:03,13 |
| Bronzová medaile | Antoinette de Jongová | Nizozemsko  | 4:04,25 |
| 4.               | Claudia Pechsteinová  | Německo     | 4:05,09 |
| 5.               | Marije Jolingová      | Nizozemsko  | 4:06,62 |
| 6.               | Miho Takagiová        | Německo     | 4:07,26 |
| 7.               | Kim Po-rum            | Jižní Korea | 4:08,14 |
| 8.               | Olga Grafová          | Rusko       | 4:09,10 |
| 9.               | Bente Krausová        | Německo     | 4:09,19 |
| 10.              | Isabelle Weidemannová | Kanada      | 4:09,72 |

### 5000 metrů
Závodu se zúčastnilo 12 závodnic.
| Pořadí           | Jméno                 | Země       | Čas     |
| ---------------- | --------------------- | ---------- | ------- |
| Zlatá medaile    | Martina Sáblíková     | Česko      | 6:51,09 |
| Stříbrná medaile | Carien Kleibeukerová  | Nizozemsko | 6:54,96 |
| Bronzová medaile | Irene Schoutenová     | Nizozemsko | 6:55,93 |
| 4.               | Claudia Pechsteinová  | Německo    | 6:58,99 |
| 5.               | Isabelle Weidemannová | Kanada     | 7:08,35 |
| 6.               | Anna Jurakovová       | Rusko      | 7:08,84 |
| 7.               | Bente Krausová        | Německo    | 7:09,47 |
| 8.               | Natalja Voroninová    | Rusko      | 7:11,95 |
| 9.               | Fujo Macuokaová       | Japonsko   | 7:14,41 |
| 10.              | Nana Takagiová        | Japonsko   | 7:15,51 |

### Závod s hromadným startem
Závodu se zúčastnilo 22 závodnic.
| Pořadí           | Jméno                    | Země        | Body | Čas     |
| ---------------- | ------------------------ | ----------- | ---- | ------- |
| Zlatá medaile    | Ivanie Blondinová        | Kanada      | 62   | 8:17,53 |
| Stříbrná medaile | Kim Po-rum               | Jižní Korea | 40   | 8:17,66 |
| Bronzová medaile | Miho Takagiová           | Japonsko    | 20   | 8:17,68 |
| 4.               | Francesca Lollobrigidová | Itálie      | 5    | 8:18,92 |
| 5.               | Jelena Peetersová        | Belgie      | 5    | 8:22,29 |
| 6.               | Liou Ťing                | Čína        | 5    | 8:25,02 |
| 7.               | Janneke Ensingová        | Nizozemsko  | 4    | 8:24,37 |
| 8.               | Vanessa Bittnerová       | Rakousko    | 3    | 8:30,92 |
| 9.               | Jevgenija Lalenkovová    | Rusko       | 3    | 8:40,38 |
| 10.              | Irene Schoutenová        | Nizozemsko  | 0    | 8:17,69 |
|                  |                          |             |      |         |
| 18.              | Nikola Zdráhalová        | Česko       | 0    | 8:40,10 |

### Stíhací závod družstev
Závodu se zúčastnilo osm týmů.
| Pořadí           | Tým                                                                        | Čas     |
| ---------------- | -------------------------------------------------------------------------- | ------- |
| Zlatá medaile    | Nizozemsko Antoinette de Jongová, Marrit Leenstraová, Ireen Wüstová        | 2:58,12 |
| Stříbrná medaile | Japonsko Misaki Ošigiriová, Miho Takagiová, Nana Takagiová                 | 2:58,31 |
| Bronzová medaile | Rusko Olga Grafová, Jelizaveta Kazelinová, Natalja Voroninová              | 3:02,61 |
| 4.               | Německo Roxanne Dufterová, Gabriele Hirschbichlerová, Claudia Pechsteinová | 3:02,94 |
| 5.               | Polsko Natalia Czerwonková, Katarzyna Woźniaková, Luiza Złotkowská         | 3:03,77 |
| 6.               | Kanada Ivanie Blondinová, Josie Spenceová, Brianne Tuttová                 | 3:04,94 |
| 7.               | Česko Natálie Kerschbaummayr, Martina Sáblíková, Nikola Zdráhalová         | 3:05,44 |
| 8.               | Čína Chao Ťia-čchen, Liou Ťing, Čao Sin                                    | 3:05,69 |

## Medailové pořadí zemí
| Pořadí | Země        | Zlato | Stříbro | Bronz | Celkem |
| ------ | ----------- | ----- | ------- | ----- | ------ |
| 1.     | Nizozemsko  | 6     | 5       | 5     | 16     |
| 2.     | Rusko       | 3     | 2       | 1     | 6      |
| 3.     | Jižní Korea | 2     | 1       | 0     | 3      |
| 4.     | Česko       | 2     | 0       | 0     | 2      |
| 5.     | Kanada      | 1     | 1       | 2     | 4      |
| 6.     | USA         | 0     | 3       | 2     | 5      |
| 7.     | Japonsko    | 0     | 1       | 1     | 2      |
| 7.     | Norsko      | 0     | 1       | 1     | 2      |
| 9.     | Čína        | 0     | 0       | 1     | 1      |
| 9.     | Francie     | 0     | 0       | 1     | 1      |